# Yahia Omar
Yahia Khaled Fathy Omar (født 9. september 1997) er en egyptisk håndboldspiller, som spiller for Veszprém KC og Egyptens håndboldlandshold.
Han deltog ved VM 2019 i Danmark og VM 2021 i Egypten.
Han repræsenterede Egypten ved sommer-OL 2020 i Tokyo, hvor hans hold blev nummer 4.